# Faculdade de Economia da Universidade Federal de Mato Grosso
A Faculdade de Economia (FE) é uma instituição de ensino e pesquisa subordinada a Universidade Federal de Mato Grosso, localizada na Cidade Universitária Gabriel Novis Neves. A faculdade oferece dois cursos de ciências econômicas em bacharelado, além de mestrado e especialização em sustentabilidade.

## História
Com mais de 59 de existência, é uma das mais antigas faculdades da Universidade Federal de Mato Grosso, sua fundação teve inicio no dia 8 de setembro de 1965, durante o governo de Fernando Correia da Costa com o nome de Faculdade de Ciências Econômicas de Mato Grosso, mas só teve a sua oficialização 5 dias depois, com a publicação no Diário Oficial do Estado, no dia 13 de setembro de 1965.

## Estrutura
O bloco didático dispõe de uma ampla estrutura de ensino, pesquisa e extensão, com salas de aula, sala estudos e informática, além de um auditório. A edificação na qual está localizado, próximo a Guarita 1, entre o Instituto de Ciências Humanas e Sociais (ICHS) e a Faculdade de Administração e Ciências Contábeis (FACC), foi inaugurado no dia 17 de setembro de 2011, substituindo o prédio original para dar mais conforto aos estudantes e acessibilidade. O bloco didático, sendo dois, cada um com três andares, é divido em duas partes, sendo um inteiramente exclusivo da faculdade e outro, sendo apenas o terceiro andar que é utilizado pela instituição, os outros dois são utilizados pela Faculdade de Administração e Ciências Contábeis.

### Salas de aula e sala de estudos
Ambos localizados no terceiro andar do Bloco Didático III, possui um total de 6 salas de aulas com capacidade máxima de até 60 alunos por sala, cada uma é climatizada e possui projetor de vídeo para uso didático e apresentação de projetos e trabalhos. A sala de estudos proporciona aos estudantes um local para o aperfeiçoamento de seu conhecimento, possuindo um pequeno acervo de livros, revistas e artigos sobre economia além de um mini-auditório para a realização de palestras e debates.

## Grupos estudantis e Organizações
A presença de entidades estudantis na vida dos universitários é de grande importância para a sua formação acadêmica. Além da tradicional como o Centro Acadêmico, existem a empresa júnior, a Fácil Consultoria, o Núcleo de Pesquisas Econômicas e Socioambientais, conhecido também pela abreviação NUPES e o  Núcleo Interdisciplinar de Estudos em Planejamento Energético, o NIEPE. A Faculdade faz parte da  Associação Atlética Acadêmica Joaquim Duarte Murtinho, mais conhecida como Barões, na qual partilha juntamente com a Faculdade de Administração e Ciências Contábeis, não possuindo uma atlética exclusiva do curso.

### Centro Acadêmico de Economia
O Centro Acadêmico de Econômica, o CAECO, tem como função representar os estudantes, mantendo uma canal direto e permanente contato, realizando discursões, debates, reuniões, festas e calouradas de uma maneira democrática. Também é função do CAECO manter a organização do Centro Acadêmico, o CA e da Sala de Estudos da Faculdade.

### Fácil Consultoria
É uma forma de associação civil, sem fins econômicos, gerida pelos estudantes matriculados nos cursos de Economia, Ciências Contábeis e Administração da Universidade Federal de Mato Grosso, com o propósito de realizar projetos e serviços que contribuam para o desenvolvimento acadêmico e profissional dos associados, capacitando-os para o mercado de trabalho.

### Núcleo de Pesquisas Econômicas e Socioambientais
Fundado no ano de 1980, o Núcleo de Pesquisas Econômicas e Socioambientais, NUPES, surgiu da necessidade de desenvolver uma estrutura que promovesse a pesquisa e extensão dos servidores do antigo Departamento de Economia da Universidade Federal de Mato Grosso.
No momento de sua criação, a sua principal preocupação eram as pesquisas na área de economia. Com o passar do tempo, pode-se observar a complexificação de seus estudos e linhas de pesquisas de seus pesquisadores, surgindo assim a necessidade de se incorporar as temáticas “social” e “ambiental” em sua denominação.
Neste sentido, atualmente, o NUPES tem a finalidade de promover estudos, pesquisas, cursos, palestras, debates e demais eventos que possam contribuir para pesquisa, ensino e extensão voltadas para os conhecimentos econômicos, sociais e ambientais de nosso estado, país e do mundo.

### Núcleo Interdisciplinar de Estudos em Planejamento Energético
O Núcleo Interdisciplinar de Estudos em Planejamento Energético, ou NIEPE, surgiu a partir de um convênio entre universidades e entidades para um estudo pioneiro "A Questão Energética em Mato Grosso - Elementos Essenciais ao Planejamento" demonstrando as potencialidades e demandas energéticas do Estado, além de diagnosticar seus sistemas energéticos. As conclusões do trabalho recomendaram, entre outras proposições, a criação, pela Universidade Federal de Mato Grosso, de um Núcleo que permitisse a realização de pesquisas e promovesse estudos interdisciplinares sobre energia, priorizando os potenciais energéticos locais, com isso, o NIEPE foi fundado no dia 23 de abril de 1999.

## Encontro sobre Economia Mato-grossense

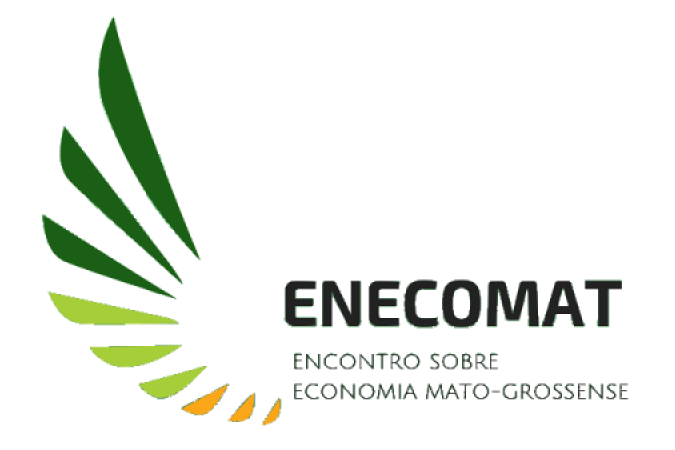
Logotipo do evento.

O Encontro sobre Economia Matogrossense, conhecido como ENECOMAT, é um evento anual promovido pela Faculdade, que ocorre entre o dia 30 de outubro e 1 de novembro. A sua primeira edição ocorreu no ano de 2005, sendo o principal evento anual sobre o tema no estado e tem como objetivo a discussão de temas relevantes sobre a economia Mato-grossense entre a comunidade acadêmica, membros do governo, da sociedade, do setor privado, e profissionais da área de economia com a apresentação de palestras, minicursos e premiação de trabalhos científicos.